# Konstantin Konstantinovič Rokossovskij
Konstantin Konstantinovič Rokossovskij, také Konstantin Rokossovský (rusky Константин Константинович Рокоссовский, polsky Konstanty Ksawerowicz Rokossowski; 9. prosincejul./ 21. prosince 1896greg., Varšava – 3. srpna 1968, Moskva) byl sovětský a polský maršál a polský ministr obrany. Stal se také polským maršálem a od roku 1949 až do svého odvolání v roce 1956 během Gomulkovského tání polským ministrem obrany. Byl jedním z nejvýznamnějších velitelů Rudé armády druhé světové války.
Rokossovskij sloužil během první světové války v ruské carské armádě. Po válce vstoupil do Rudé armády a během ruské občanské války bojoval s velkými rozdíly. Rokossovskij zastával vyšší velení až do roku 1937, kdy se stal obětí Stalinovy velké čistky, během níž byl označen za zrádce, uvězněn a pravděpodobně mučen.
Po sovětských neúspěších v zimní válce byl Rokossovskij kvůli naléhavé potřebě zkušených důstojníků propuštěn z vězení a povolán do armády. Po německé invazi do Sovětského svazu hrál Rokossovskij klíčovou roli při obraně Moskvy a protiofenzívách u Stalingradu a Kurska. Pomohl při plánování a realizaci části operace Bagration – jednoho z nejrozhodnějších válečných úspěchů Rudé armády – za kterou byl jmenován maršálem Sovětského svazu.
Po válce se Rokossovskij stal ministrem obrany a místopředsedou Rady ministrů v nově vzniklé Polské lidové republice. Byl odvolán v roce 1956, kdy se vůdcem Polska stal Władysław Gomułka. Rokossovskij se poté vrátil do Sovětského svazu, kde žil až do své smrti v roce 1968.

## Životopis
Konstantin Rokossovský se narodil v prosinci 1896 patrně ve Varšavě, ale další stejně věrohodné zdroje uvádějí jako místo narození město Velikije Luki poblíž Pskova v severním Rusku a že se jeho rodina brzy poté do Varšavy přestěhovala. Rod Rokossovských patřil k polské šlechtě a pocházelo z něj mnoho kavaleristů a účastníků polských povstání. Nicméně během 19. století zchudla a Konstantinův otec, Ksawery Wojciech Rokossowski byl v Rusku drážním zaměstnancem. Konstantinova matka Antonína Ovsiannikovová byla z drobné běloruské šlechty, zemřela v roce 1911. Chodil do obchodní školy Antona Laguna s výbornými výsledky. Když v roce 1902 zemřel otec, šestiletý Konstantin si začal vydělávat na živobytí v cukrárně, u zubaře, v továrně na punčochy, kde pracovala jeho matka i sestry Marie a Helena. Tam se seznámil prvně s dělnickým hnutím a v demonstraci 1. května 1912 schoval prapor demonstrantů po útoku jízdního četnictva, za což byl šest týdnů vězněn policií a propuštěn teprve na přímluvu strýce. V letech 1909 až 1914 se stal kamenickým učněm v závodě jeho strýce Stefana Wysockého. Rokossovskij se tak podílel na výstavbě Varšavského mostu Mikuláše II., nyní Poniatowského, konkrétně na některých ornamentech (po 2. sv. válce neobnovených).

### V carské armádě

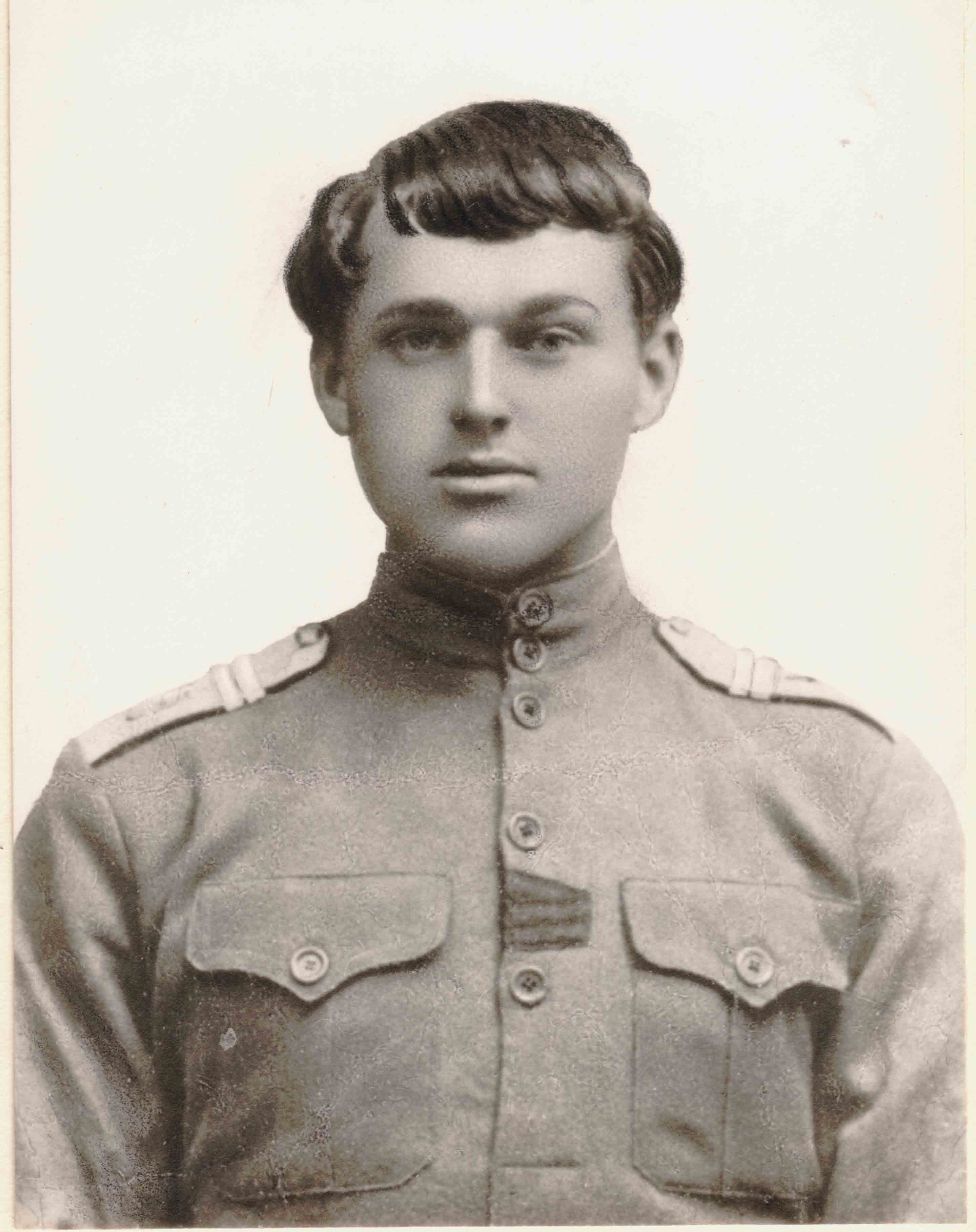
Mladý Rokossovskij v roce 1916

Když v roce 1914 propukla první světová válka, Rokossovský dobrovolně narukoval 2. srpna do pluku dragounů jako vojín carské armády. Již 22. srpna se vyznamenal při patrole, za což získal Řád sv. Jiří 4. stupně. Při bojích na polském území s překvapením zjistil spolu s kolegy účast Poláků také v nepřátelské armádě a utkali se dokonce s polskou legií. Později se účastnil obrany Rigy, kde za dobytí německé dělostřelecké baterie byl Rokossovský vyznamenaný Řádem sv. Jiří 3. stupně.. V průzkumném oddílu se Konstantin na celý život spřátelil s poddůstojníkem s revolučními sklony Adolfem Juškevičem z Vilna, což mělo později vliv na jeho účast v revoluci. Na konci roku 1916 byl poslán do poddůstojnické školy (dnes bychom spíše hovořili o krátkém kurzu). Ze školy si odnesl mnohé velitelské dovednosti, které uplatnil později v Rudé armádě. Po návratu ze školy v březnu 1917 povýšil na hodnost desátníka. 11. března pluk přísahal Prozatímní vládě, v pluku se objevili zástupci bolševiků a podle Příkazu č. 1 Petrohradského sovětu byl zvolen plukovní výbor. 29. března povýšil Rokossovský na mladšího poddůstojníka. Němci útočili na Rigu a jeho pluk kryl ústup pěchoty a utečeneckých táborů do Lotyšska. 23. srpna Rokossovský se skupinou dragounů odzbrojil německou kolonu na pskovské silnici u Kronenbergu a za to obdržel Řád sv. Jiří 2. stupně. Dragouni ho následně zvolili do plukovního výboru. Jeho bratranec František Rokossowski ze stejného pluku se skupinou polských dragounů se naopak vrátil do Polska a vstoupil do vznikající polské armády.

### V Rudé armádě
Na konci prosince byl Kargopolský pluk poslán do týla na východ a 7. dubna 1918 byl poblíž Vologdy rozpuštěn a kolem sta dragounů utvořilo oddíl Rudé armády, který převzal název Kargopolský, velitelem se stal Juškevič a jeho zástupcem Rokossovský. Následně si změnil patronymum (rus. „otčestvo“) na Konstantinovič.
První sovětské bojové vyznamenání (Řád rudé zástavy) si vysloužil při úspěšném jízdním útoku na stanoviště dělostřelectva bělogvardějců poblíž Išinu. Vážně zraněn do ramene byl během útoku na Kolčakův štáb v Karaluně. Ránu mu údajně zasadila šavle generála bílých Vozkresenského, který v tomto střetu padl kulí z pistole. Stejné vyznamenání mu bylo uděleno za uvolnění obklíčeného pěšího praporu na Dálném východě během bojů s desetitisícovou bělogvardějskou armádou kurlandského (nyní Estonsko) barona Ungerna von Sternberga. I zde střet odnesl dalším těžkým zraněním.
Rokossowski tak bojoval v občanských válkách v Rusku a Mongolsku jako velitel roty a potom jízdního pluku, byl několikrát zraněn a vyznamenán za chrabrost a velitelské umění. V roce 1919 vstoupil do komunistické strany bolševiků. V roce 1922 se účastnil polsko-ruské války.
V září 1924 jako velitel 27. pluku jezdectva v Zabajkalsku byl poslán do Vysoké školy kavalerie v Leningradu, v době kurzu přejmenované na Jízdní kurzy zdokonalování velitelů (a později na Frunzeho vojenskou akademii) a se zkrácením doby školení ze dvou let na jeden rok. V září 1925 společně s Žukovem kurs dokončil. Postupně velel jízdnímu pluku, brigádě, divizi a armádnímu sboru. V létech 1926–1928 byl instruktorem armády v Mongolsku a roku 1929 — na základě dohody s čínskou vládou — se zúčastnil obrany Čínské východní železnice proti banditům. Roku 1930 byl jmenován velitelem 7. Samarské jízdní divize a později 5. jízdního armádního sboru. 26. listopadu 1935 byl povýšen do tehdejší hodnosti komdiv (velitel divize, které dnes odpovídá generálmajor).
Na počátku třicátých let byl jedním z prvních, kteří si uvědomili potenciál obrněného útoku. Hájil vytvoření silného obrněného jádra Rudé armády. Boj za tuto myšlenku ho dostal do konfliktu s mnoha veliteli staré gardy, zejména se Semjonem Buďonným, který stále preferoval kavalerii.

### Velká čistka
Rokossovskij si udržel své postavení až do roku 1937. Důstojníci zatčení v průběhu stalinských čistek třicátého sedmého roku, např. Michail Velikanov vypovídali proti němu. Dne 27. června 1937 byl vyloučen z VKS(b) za „ztrátu třídní bdělosti“, a o měsíc později, 22. července 1937 i uvolněn z armády. Odjel do Leningradu, kde byl v srpnu 1937 zatčen kvůli podezření ze spolupráce s tajnými službami Polska a Japonska. Od 17. srpna 1937 do 22. března 1940 byl držen ve vyšetřovací vazbě ve věznici na Špalerní ulici v Leningradě. Podle F. A. Klišina, tehdy jednoho ze tří soudců vojenského kolegia Nejvyššího soudu SSSR, v březnu 1939 proběhl soud, ale protože všichni svědci byli mrtví, soudci vrátili případ na došetření a i na dalším zasedání soudu na podzim 1939 byl případ odložen. Nakonec byl Rokossovskij v březnu 1940 propuštěn a plně rehabilitován.
Nejdříve se s rodinou zregeneroval v lázních Soči na pobřeží Černého moře. Poté převzal funkci velitele 5. jezdeckého sboru a při zavedení generálských hodností v červnu 1940 byl jmenován generálmajorem. V listopadu 1940 se stal velitelem 9. mechanizovaného sboru.

### Druhá světová válka

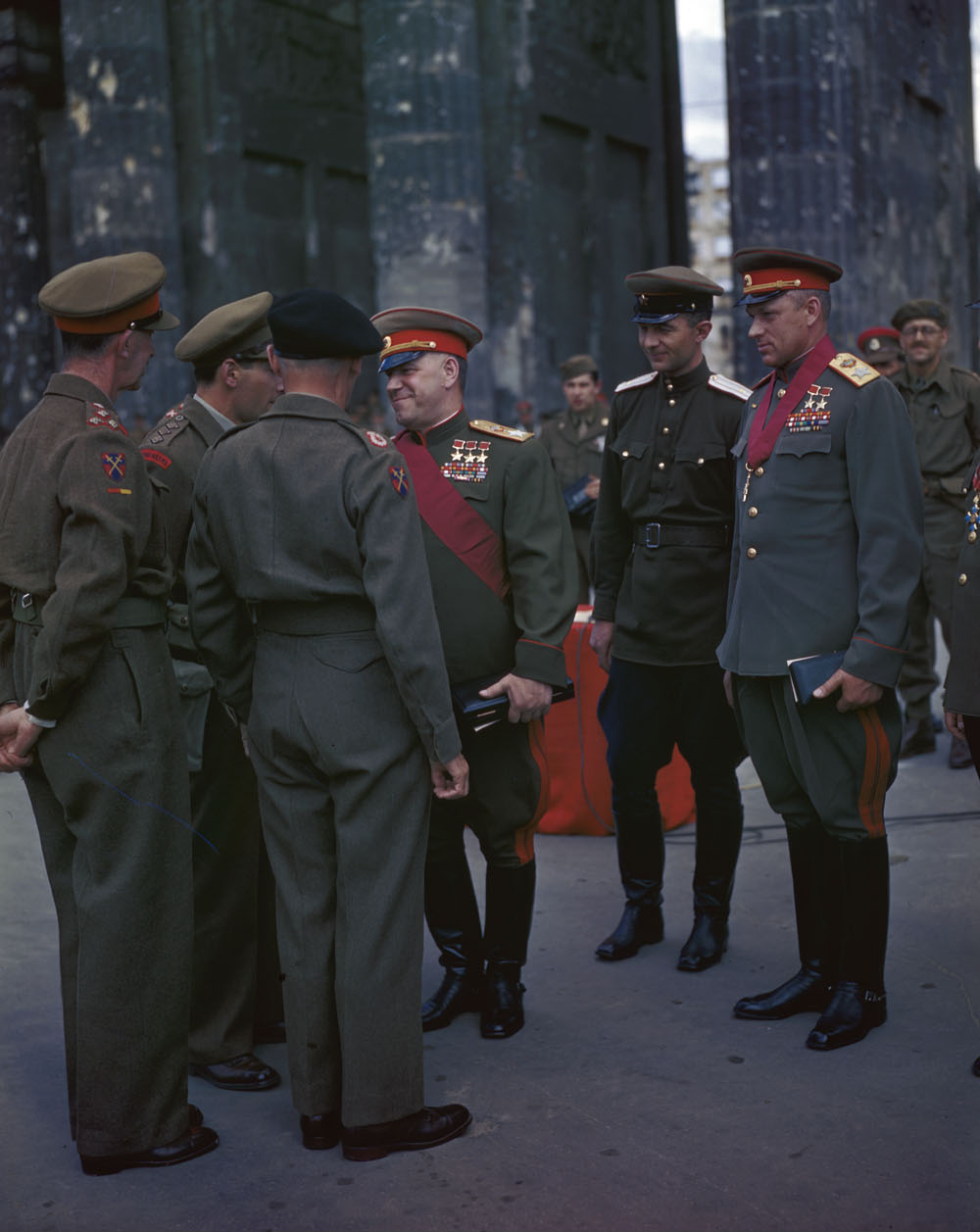
Georgij Žukov (uprostřed) a Konstantin Rokossovskij (vpravo) s britským velitelem Montgomerym (stojí zády) u Braniborské brány v Berlíně, 12. července 1945

Když nacistické Německo zaútočilo na Sovětský svaz v červnu 1941, stal se Rokossovskij velitelem 16. armády umístěné poblíž Smolenska. Během hořkých bojů v zimě 1941–1942 sehrál klíčovou roli při obraně Moskvy pod Žukovovým velením.
Na počátku roku 1942 byl převelen k Brjanskému frontu. Velel pravému křídlu sovětských jednotek během jejich postupu proti Němcům. Sovětské jednotky zatlačily Němce zpět k řece Don a Stalingradu v od léta do zimy 1942. Během bitvy o Stalingrad velel Donskému frontu. Vedl severní křídlo sovětského protiútoku, které obklíčilo Paulusovu Šestou armádu. Získal tak rozhodující vítězství v sovětsko-německé válce.
Roku 1943, poté co získal velení sovětského Centrálního frontu, úspěšně podnikl obranné operace v Kurském výběžku a poté vedl protiútok na západ od Kurska, kterým překonal poslední velkou německou ofenzívu na východní frontě. Tím umožnil sovětským vojskům postup na Kyjev. Poté byl převelen k Prvnímu Běloruskému frontu, jemuž velel během sovětského postupu přes Bělorusko a do Polska.
V roce 1944 během plánování operace Bagration se stal účastníkem známého incidentu. Nepohodl se s Stalinem, který podle dosavadní doktríny požadoval pouze jediný průlom německé linie. Rokossovskij si stál na svém a požadoval průlomy dva. Stalin nařídil Rokossovskému třikrát, aby se šel projít a znovu si celou věc promyslel. Pokaždé, když se Rokossovskij vrátil, měl stejnou odpověď: „Dva, dva průlomy, soudruhu Staline, dva, dva průlomy“. Když tuto odpověď slyšel Stalin již potřetí, zůstal potichu, přistoupil k Rokossovskému a položil mu ruku na rameno. Následovalo několik napjatých okamžiků a celá místnost očekávala, až Stalin strhne Rokossovského epolety. Místo toho Stalin řekl: „Vaše důvěra hovoří ve prospěch vašeho zdravého mínění.“ a přikázal, aby byl útok proveden podle Rokossovského plánu. Bitva proběhla úspěšně a Rokossovského reputace se ještě zvětšila. (Podle některých zdrojů se stal společně s Borisem Šapošnikovem jediným generálem, kterého Stalin poté oslovoval celým jménem po otci – Konstantine Konstantinoviči.) Po rozdrcení německé skupiny armád Střed v Bělorusku operací Bagration postupovala Rokossovského vojska k východnímu břehu řeky Visla naproti Varšavě. Dorazil zde uprostřed roku 1944. Za tyto úspěchy a vítězství byl povýšen do hodnosti Maršála Sovětského svazu.
Jakmile se Rokossovského jednotky zastavily na řece Visle, propuklo Varšavské povstání (srpen – říjen, 1944) vedené polskou Domácí armádou, která byla řízena ze zahraničí polskou exilovou vládou v Londýně. Ta měla za úkol osvobodit Varšavu od Němců dřív, než dorazí sovětské jednotky. To mělo zabránit ustanovení komunistické vlády v Polsku. Stalin nařídil Rokossovskému, aby vyčkal a neposkytl žádnou podporu pro povstání. Tyto rozkazy bezvýhradně uposlechl. O tom, jaký byl jeho osobní pohled na věc, proběhlo mnoho diskusí a spekulací.
Poté, co byla Varšava v lednu 1945 Sověty dobyta, byl Rokossovskij převelen do čela 2. Běloruského frontu. Ten postupoval do Východního Pruska a přes severní Polsko k ústí Odry ve Štětíně. Na konci dubna se spojil v severním Německu se silami britského polního maršála Montgomeryho. V téže době jednotky Žukova a Koněva obsadily Berlín.

### Po válce

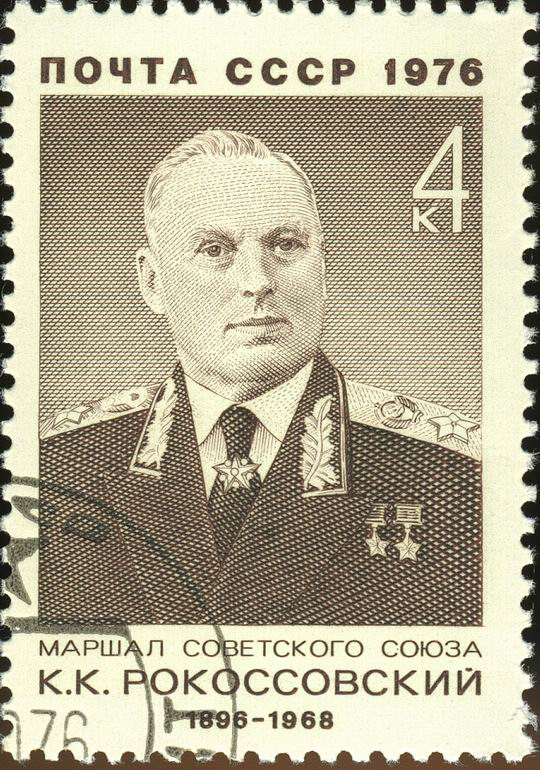
Rokossovskij na Sovětské známce z roku 1976

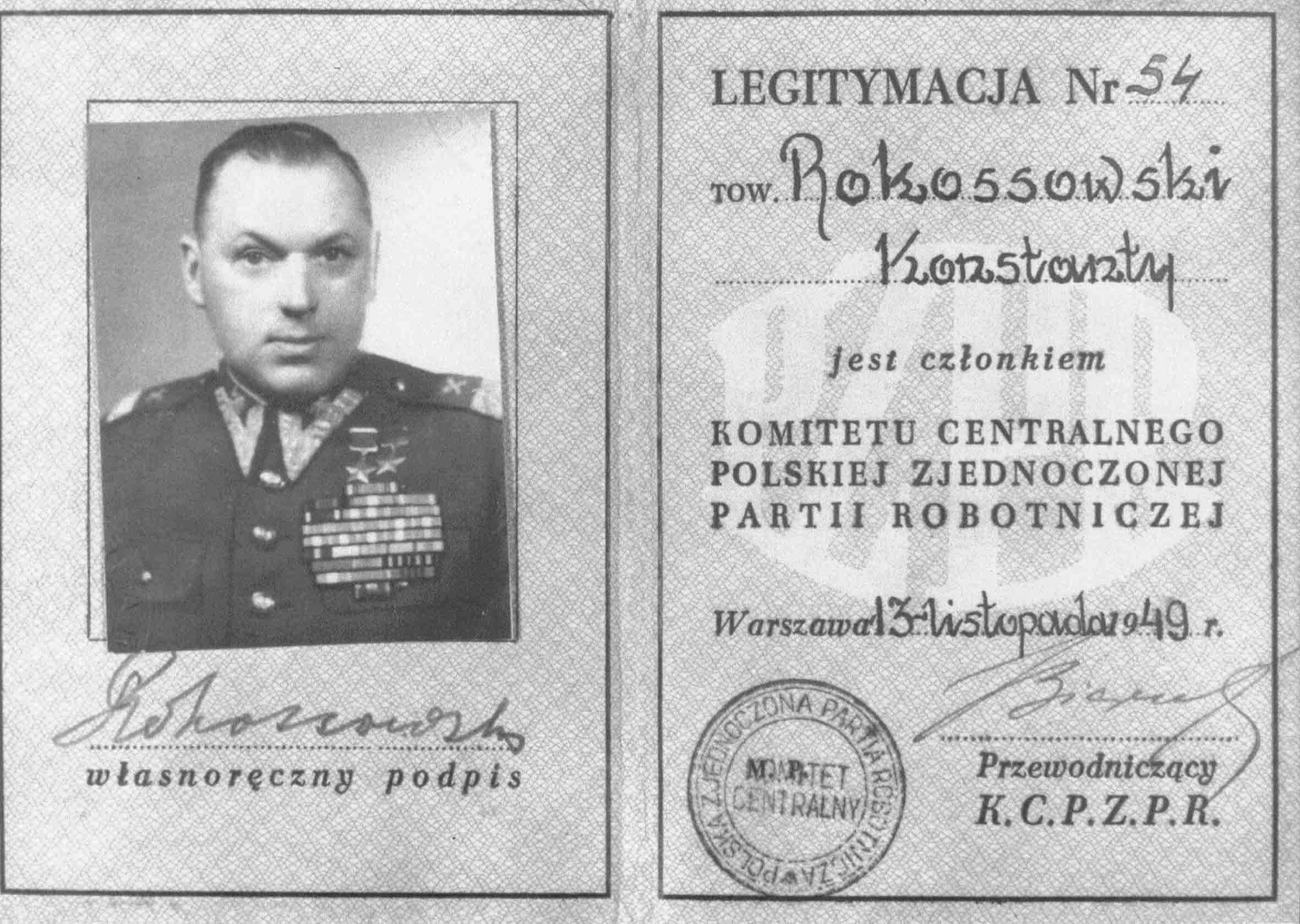
Rokossovského legitimace coby člena Polské sjednocené dělnické strany

Rokossovskij se na vlastní žádost stal polským ministrem obrany. Navíc získal titul Maršála Polska. Společně s Rokossovským bylo do téměř všech velitelských postů polské armády jmenováno několik tisíc ruských důstojníků. Mnoho dalších bylo zaměstnáno na postech poradců.
Roku 1952 se stal zástupcem předsedy ministerské rady Polské lidové republiky. Ačkoli byl vlastně Polák, nežil v Polsku 35 let a většina Poláků ho tak brala jako Stalinova agenta. To bylo způsobeno zejména tím, že neuměl příliš polsky a s polskými vojáky jednal pouze v ruštině. Jak sám Rokossovskij hořce poznamenal: „V Rusku říkají, že jsem Polák. V Polsku říkají, že jsem Rus.“
Rokossovskij byl zodpovědný za potlačení polského hnutí za nezávislost a stalinizaci a sovětizaci Polska obecně a ještě důsledněji Polské lidové armády. Jako nejvyšší velitel polské armády zavedl mnoho opatření na potlačení protiruských aktivit. Mezi nejznámější opatření patřily pracovní prapory, do kterých byli umísťováni muži, kteří byli shledání jako sociálně nebo politicky nebezpeční, nebo i muži, kteří byli vinní jen tím, že měli rodiny v zahraničí. Odhaduje se, že zhruba 200 000 mužů bylo nuceno pracovat v pracovních táborech v nebezpečných podmínkách, často v kamenolomech, uhelných a uranových dolech. Takto zemřelo přes 1 000 mužů a desetitisíce jich bylo zmrzačeno. Dalšími oběťmi represí byli bývalí vojáci předválečné Polské armády a válečné Zemské armády.
Roku 1956 během poznaňských protestů proti sovětské okupaci odsouhlasil vyslání vojenských jednotek proti protestujícím. Jako výsledek nasazení více než 10 000 vojáků a 360 tanků bylo minimálně 74 civilistů zabito.
Když se komunističtí reformátoři v čele s Władysławem Gomułkou pokusili v roce 1956 získat moc, vydal se Rokossovskij do Moskvy a snažil se přesvědčit Nikitu Chruščova, aby proti Polsku použil armádu. Poté, co se Gomulkovi podařilo domluvit se se sověty, opustil Rokossovskij Polsko. Vrátil se do Sovětského svazu, kde mu byly navráceny všechny jeho hodnosti a vyznamenání. V červenci 1957 byl Chruščovem zároveň s odvoláním G. K. Žukova z postu ministra obrany jmenován náměstkem ministra obrany a také velitelem zakavkazského vojenského obvodu. V roce 1958 byl jmenován hlavním inspektorem Ministerstva obrany Sovětského svazu. Tento post zastával až do svého odchodu do důchodu v dubnu 1962.
Zemřel v srpnu 1968 v 71 letech. Je pochován na Rudém náměstí u Kremelské zdi.